# Bussolengo
Bussolengo és un comune (municipi) de la província de Verona, a la regió italiana del Vèneto.
A 1 de gener de 2020 la seva població era de 20.361 habitants.
Bussolengo limita amb els següents municipis: Castelnuovo del Garda, Lazise, Pastrengo, Pescantina, Sona i Verona.